# Jean de Latre
Petit Jean de Latre o Joannes de Latre (el seu cognom es registra també com Delattre, Delatre, De Lattre i Laetrius), (vers 1505 o 1510 - 31 d'agost de 1569), va ser un compositor i cap de la cultura renaixentista flamenca que treballava a Lieja i Utrecht. Avui dia ja no es creu que sigui la mateixa persona que Claude Petit Jean o Jehan, que va morir el 1589.
El primer registre de la seva ocupació és per 1538 a 1539 quan era professor de cant a l'església de Sant Joan l'Evangelista a Lieja. Posteriorment, De Latre va ser emprat a St Martin, Lieja. Des d'aproximadament 1550 va ser també mestre de capella a Jordi d'Àustria, Príncep-Bisbe de Lieja (1544-1557), aqui De Latre es va dedicar a compondre al seu primer volum de cançons o cançons seculars de 1552.
Durant el seu temps a Lieja, va tenir notables alumnes com Gerard de Villers i Johannes Mangon.
Després de la mort de Jordi d'Àustria en 1557, De Latre va continuar treballant a St Martin, però el 1563 va ocupar un càrrec durant un curt període a Amersfoort (a la província d'Utrecht). Al voltant d'aquest temps, l'ex rector de l'escola llatina d'Amersfoort, Johannes Oridryus, juntament amb Albertus Buysius, va emprendre la publicació d'una col·lecció de cançons de Latre, Cantionum musicarum, a Düsseldorf. De Latre va tornar a Lieja com succentor a St Martin, però va ser acomiadat pel deute en 1564.
En 1565 De Latre va ser emprat a Janskerk a Utrecht, on va ser qualificat com a Magister i Cantor. Posteriorment va poder treballar al Buurkerk d'allà. Va ser enterrat al Buurkerk a Utrecht el 1569, on el seu epitafi el va descriure com un excel·lent músic.
Els millors testimonis d'obres són les seves cançons publicades i el conjunt de lamentacions. A més, una sèrie d'obres sobreviuen en el manuscrit, però algunes poden ser d'altres compositors.